# Giuseppe Maffioli
Giuseppe Maffioli (Padova, 28 aprile 1925 – Treviso, 3 giugno 1985) è stato un autore televisivo, attore e gastronomo italiano.

## Biografia
Giuseppe Maffioli nacque a Padova ma si trasferì bambino a Treviso con la madre in seguito alla separazione dei genitori.

### L'insegnamento e la gastronomia
A Treviso si diplomò come maestro elementare anche se la sua grande passione era la gastronomia. Seguendo questa sua passione, scriveva sulla rivista di cucina, La cucina italiana e fondò con Annibale Toffolo, nel dicembre del 1974, la rivista enogastronomica Vin Veneto: rivista trimestrale di vino, grappa, gastronomia e varia umanità del Veneto. Nel primo numero di quest'ultima realizza la prima attribuzione di paternità del Radicchio Rosso di Treviso, mentre nel primo numero del 1981 realizzò la prima identificazione storica del tiramisù. 
Scrisse dodici libri di gastronomia, fra cui Il Ghiottone Veneto, La cucina veneziana,, La cucina padovana, La cucina trevigiana: Storia e ricette, e Storia piacevole della gastronomia (2 voll. - 1976)
A lui fu affidata la creazione dei prelibati e sofisticati piatti ne La grande abbuffata (1973) di Marco Ferreri, cui partecipò come consulente gastronomico e interpretando la parte dello chef. Tra il 1976 e il 1978 condusse per Rai Radio 2 la breve rubrica mattutina Mangiare bene con poca spesa. Fu anche l'ideatore del primo festival di cucina organizzato in Italia nel 1951. 
L'istituto alberghiero di Castelfranco Veneto è stato intitolato al suo nome.

### Attore e regista
Insegnò come maestro elementare per diciannove anni, per poi dedicarsi all'attività di attore e regista teatrale, altra passione che scoprì durante l'insegnamento.
Partecipò a diverse opere degli autori veneti (Carlo Goldoni, Ruzante), in diversi ruoli, per poi divenire regista; diresse alcuni nomi famosi come Lino Toffolo, Tino Carraro, Cesco Baseggio e Toni Barpi.
Fu anche autore, con la sua commedia Il Prete Rosso, commedia in tre atti sulla vita di Antonio Vivaldi, che andò in onda in radio. Fu anche autore del radiodramma su Papa Pio X che fu un successo di ascolti.
Divenne poi regista ufficiale del Dramma Italiano di Fiume, l'unico teatro stabile di lingua italiana fuori dai confini nazionali. Dovette abbandonare l'attività teatrale per tornare in Italia a causa della malattia che lo affliggeva, il diabete.

### Il cinema

#### Scrittore
Maffioli lavorò come scrittore di cinema nel film Papa Sarto (1964), con Cesco Baseggio e Italo Alfaro e nel film biografico di Antonio Vivaldi Il prete rosso (1965), sempre con Cesco Baseggio e Italo Alfaro.
Scrisse vari libri, fra i quali La cucina padovana (1981), La cucina veneziana (1982), La cucina trevigiana (1983), sempre di Franco Muzzio Editore, e due classici della cucina europea: Il romanzo della grande cucina e Storia piacevole della gastronomia.

#### Caratterista
Giuseppe Maffioli ricoprì il ruolo di caratterista in alcuni film. Nel 1969 interpretò il personaggio del rancoroso mutilato di guerra Nicola Parigi ne Il commissario Pepe con Ugo Tognazzi. Nel 1973 prese parte al film La grande abbuffata di Marco Ferreri, nel ruolo dello chef. Nel 1974 lavorò ne Il bestione del regista Sergio Corbucci, al fianco di Giancarlo Giannini, dove interpretava il camionista veneto soprannominato "Supershell".

## Filmografia

Giuseppe Maffioli in La più bella serata della mia vita (1972)

- Il commissario Pepe, regia di Ettore Scola (1969)
- Dramma della gelosia (tutti i particolari in cronaca), regia di Ettore Scola (1970)
- La moglie del prete, regia di Dino Risi (1971)
- Bianco, rosso e..., regia di Alberto Lattuada (1972)
- La più bella serata della mia vita, regia di Ettore Scola (1972)
- La grande abbuffata, regia di Marco Ferreri (1973)
- Vogliamo i colonnelli, regia di Mario Monicelli (1973)
- Giordano Bruno, regia di Giuliano Montaldo (1973)
- Il piatto piange, regia di Paolo Nuzzi (1974)
- Il bestione, regia di Sergio Corbucci (1974)
- Africa Express, regia di Michele Lupo (1976)
- Attenti al buffone, regia di Alberto Bevilacqua (1976)
- Il vangelo secondo Simone e Matteo, regia di Giuliano Carnimeo (1976)
- Caligola, regia di Tinto Brass (1979)
- Nudo di donna, regia di Nino Manfredi (1981)